# 教育資金融資保証基金
公益財団法人教育資金融資保証基金（きょういくしきんゆうしほしょうききん）は、公益財団法人。以前は内閣府所管の財団法人だったが、公益法人制度改革に伴い、2010年4月に公益財団法人に移行。

## 概要
- 所在：東京都新宿区西新宿1-14-9
- 設立：1978年12月11日
- 理事長：原口恒和